# Két Balláb az ezredben – avagy hogyan járultam hozzá Hitler bukásához
Két Balláb az ezredben – avagy hogyan járultam hozzá Hitler bukásához (eredeti cím: Adolf Hitler: My Part in His Downfall) 1973-as brit háborús-filmvígjáték, melyet Norman Cohen rendezett. A főszerepben Jim Dale, aki a fiatal Terence „Spike” Milligan-t alakítja, míg Milligan maga játssza az apját, Leót is.
A film Milligan háborús emlékiratainak első kötete alapján készült. Bár nagyjából követi Milligan könyvét, néhány jelenet kifejezetten a filmhez készült, és a szereplők neveit (a Milligan családon kívül) megváltoztatták.

## Cselekmény
Terence Milligan otthon éldegél a családjával. Édesanyja éppen a légvédelmi óvóhelyet ássa, amikor Neville Chamberlain bejelenti, hogy Nagy-Britannia háborúban áll Németországgal. 
London, 1940. A feltörekvő dzsessz-zenész, Terence „Spike” Milligan számára több alkalommal kézbesítenek katonai behívót, aminek hónapok múlva, vonakodva engedelmeskedik. Bexhill-on-Sea-be kell utaznia (ez sem egyszerű feladat számára, mert a vonat ott éppen nem áll meg), ahol csatlakozik a Királyi Tüzérezredhez, és megkezdi a második világháborúban való részvételre való kiképzését. Spike és barátai számos mulatságos – és néhány kevésbé mulatságos – helyzetbe kerülnek. Például a lőszerrel való spórolás miatt az ágyúba csak egy piros hengert dugnak, majd a tűzparancs elhangzásakor mindenki befogja a fülét és azt kiáltja: „bumm!”, amivel a lövést imitálják.
Milligan többször megmenekül a biztos haláltól, hála mélyen gyökerező ostobaságának.

## Szereplők
| Szerep                             | Színész          | Magyar hang   |
| ---------------------------------- | ---------------- | ------------- |
| Spike Milligan                     | Jim Dale         | Seder Gábor   |
| Drysdale őrnagy                    | Arthur Lowe      | Ujréti László |
| Ellis őrmester                     | Bill Maynard     | Háda János    |
| Bill                               | Tony Selby       |               |
| Larry                              | Geoffrey Hughes  |               |
| Pongo                              | Jim Norton       |               |
| Wally                              | John Forgeham    |               |
| McKay őrmester                     | Windsor Davies   |               |
| Leo Milligan, Spike apja           | Spike Milligan   |               |
| Florence Milligan, Spike anyja     | Pat Coombs       |               |
| Bill Thompson, bíró a bokszmeccsen | Bob Todd         |               |
| Desmond Milligan, Spike testvére   | Gregory Phillips |               |
| önmaga (híradós)                   | Alvar Liddell    |               |
| Heavenly Bliss                     | Robert Longden   |               |

## Fordítás
- Ez a szócikk részben vagy egészben  az   Adolf Hitler: My Part in His Downfall (film) című angol Wikipédia-szócikk fordításán alapul.  Az eredeti cikk szerkesztőit annak laptörténete sorolja fel. Ez a jelzés csupán a megfogalmazás eredetét és a szerzői jogokat jelzi, nem szolgál a cikkben szereplő információk forrásmegjelöléseként.